# Saint-Remy-sous-Broyes
 Saint-Remy-sous-Broyes  es una población y comuna francesa, en la región de Champaña-Ardenas, departamento de Marne, en el distrito de Épernay y cantón de Sézanne.

## Demografía
| 83 | 71 | 78 | 76 | 101 | 81 |
| Para los censos de 1962 a 1999 la población legal corresponde a la población sin duplicidades (Fuente: INSEE [Consultar]) |    |    |    |     |    |